# The Night of the Party
The Night of the Party is een Britse thriller uit 1935 onder regie van Michael Powell.

## Verhaal
Een belangrijke krantenuitgever sterft in verdachte omstandigheden tijdens een gezelschapsspelletje. De secretaris van de uitgever wordt meteen als de hoofdverdachte beschouwd. De rechercheur is daar echter niet zo zeker van.

## Rolverdeling
| Acteur            | Personage            |
| ----------------- | -------------------- |
| Leslie Banks      | John Holland         |
| Malcolm Keen      | Lord Studholme       |
| Jane Baxter       | Peggy Studholme      |
| Ian Hunter        | Guy Kennington       |
| Viola Keats       | Joan Holland         |
| Ernest Thesiger   | Chiddiatt            |
| Jane Millican     | Anna Chiddiatt       |
| W. Graham Brown   | Generaal Piddington  |
| Muriel Aked       | Prinses Maria Amelia |
| Gerald Barry      | Baron Cziatch        |
| Cecil Ramage      | Howard Vernon        |
| John Turnbull     | Rechercheur Ramage   |
| Lawrence Anderson | Verdedigend raadsman |
| Louis Goodrich    | Rechter              |
| Disney Roebuck    | Butler               |